# Étienne Laspeyres

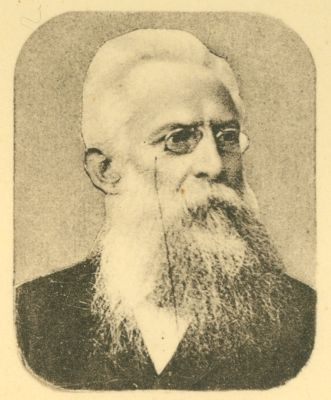
Étienne Laspeyres

Étienne Laspeyres (ur. 1834, zm. 1913) – niemiecki ekonomista i statystyk. W 1871 r. opracował własny wskaźnik cen, od jego nazwiska nazwany indeksem Laspeyresa. Przedstawiciel niemieckiej szkoły historycznej.
Przodkowie Laspeyresa byli francuskimi hugenotami, którzy osiedlili się w Berlinie już w XVII wieku.